# Classe Dattilo
La classe Dattilo o classe 940 è una classe di Navi della Guardia Costiera, costituita da due unità dei tipo OPV (Off-shore Patrol Vessel, pattugliatore d'altura) utilizzate nelle missioni d'altura a lungo raggio. Le due unità possono effettuare il coordinamento di mezzi aeronavali in missioni complesse e dare supporto logistico in attività di protezione civile.

## Caratteristiche
Le unità di questa classe hanno uno scafo con lungo castello che si prolunga in un ponte di volo per appontaggio e decollo di un elicottero AB 412 o AW 139, che si prolunga fin oltre la metà della nave con un'ampia zona poppiera dove sono concentrati un'area per containers e veicoli, l'area di recupero oli inquinanti, un portellone in ciascun lato per la rescue zone, le gru di servizio, un'area ROV e un ampio portellone poppiero con una rampa che consente l'accesso e il trasporto di automezzi sull'ampio ponte di lavoro.
La unità dispongono di sofisticati sistemi di comando e controllo, radar di ultima generazione in grado di scoprire e seguire eventuali macchie di inquinamento presenti sulla superficie del mare.
L'armamento è costituito da quattro mitragliatrici MG con predisposizione a prora per un cannone OTO Melara 76/62 Super Rapido.
I tipi di missioni che le due navi sono in grado di svolgere sono:
- comando e Controllo in scenari complessi
- ricerca e soccorso con capacità di coordinamento mezzi superficie e mezzi aerei
- operazioni di protezione civile attraverso il trasporto di mezzi rotabili, container e materiali vari nonché assistenza/evacuazioni popolazioni in stato di necessità
- controllo e gestione dei flussi migratori con capacità di imbarco naufraghi in emergenza di oltre 600 persone
- attività di "boarding team" per controllo unità da pesca e mercantili mediante quattro imbarcazioni veloci in dotazione alla nave di tipo RHIB (Rigid Hull Inflatable Boat - imbarcazioni veloci gonfiabili a scafo semirigido) alloggiate sotto il ponte di volo, due per ogni lato, ed apposite squadre di abbordaggio[2] in grado di raggiungere i 35 nodi di velocità[3]
- attività antinquinamento con capacità di recupero oli inquinanti (500 m3) e la dotazione di 250 metri di panne galleggianti d'altura e skimmer;
- servizio antincendio a favore di navi in pericolo
- rimorchio di unità con un dislocamento maggiore di 5.000 tonnellate
- capacità operative per l'impiego di un Nucleo Sommozzatori attrezzato

## Unità
Le due unità, costruite a Castellammare di Stabia portano i nomi di due marinai ai quali è stato in precedenza dedicato un pattugliatore di altura della Classe Saettia.

### L. Dattilo(CP 940)
Nave Dattilo realizzata nello stabilimento di Castellammare di Stabia è stata varata il 19 dicembre 2012. Alla cerimonia del varo erano presenti, tra gli altri, il vicecomandante generale del Corpo delle capitanerie di porto ammiraglio Francesco Lo Sardo, il capo del IV Reparto contrammiraglio Franco Persenda, il capitano di vascello Clemente Costigliola, in rappresentanza del Comando in Capo del Dipartimento militare marittimo dello Jonio e del Canale d'Otranto, e, per Fincantieri, Angelo Fusco, direttore Navi Italia e Vincenzo Taormina, direttore del cantiere navale di Castellammare di Stabia. Alla cerimonia hanno presenziato anche alcuni delegati del Registro Italiano Navale. Madrina della cerimonia del varo è stata la signora Carlotta Dattilo, figlia del tenente colonnello di porto Luigi Dattilo, medaglia d’argento al valor di Marina, che nell'occasione è stata rappresentata dai suoi nipoti, Massimo Dattilo e Carla Di Marcantonio.
Terminato l'allestimento, la nave è stata consegnata alla Guardia Costiera il 1º ottobre 2013. Alla cerimonia della consegna, conclusasi con l’alzabandiera, erano presenti, tra gli altri, il capo del IV Reparto, contrammiraglio Franco Persenda, Alessandro Concialini, vice direttore Mercato Italia, in rappresentanza di Fincantieri, e Gilberto Tobaldi, direttore dello stabilimento di Castellammare di Stabia.
Dopo l'entrata in servizio la nave ha partecipato attivamente a numerose operazioni di assistenza ai migranti nell'ambito dell'operazione Mare nostrum del 2014 e delle operazioni di soccorso europee del 2015 nell'ambito dell'operazione Triton. Tra queste, quella terminata l'11 luglio 2015 con l'attracco a Palermo portando a bordo 717 profughi raccolti nel canale di Sicilia insieme ad altre navi d'altura e vedette italiane

### U. Diciotti(CP 941)

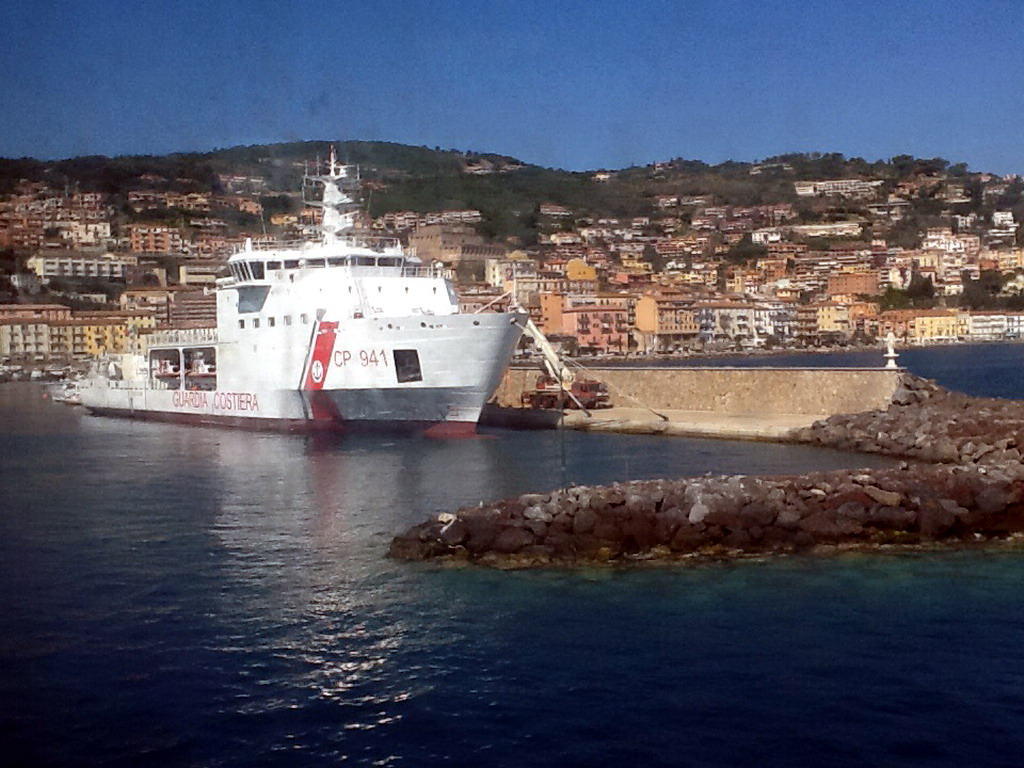
Nave Diciotti a Porto Santo Stefano nell'estate 2014

Nave Diciotti, impostata nel cantiere navale di Castellammare di Stabia il 9 gennaio 2013 e intitolata al Maggior Generale di Porto Ubaldo Diciotti, è stata varata il successivo 15 luglio. Alla cerimonia del varo erano presenti, tra gli altri, il presidente della Regione Campania, Stefano Caldoro, il comandante generale del corpo delle Capitanerie di porto, ammiraglio Felicio Angrisano, e l'amministratore delegato della Fincantieri, Giuseppe Bono, con il presidente Vincenzo Petrone. Terminato l'allestimento il pattugliatore è stato consegnato al Corpo delle capitanerie di porto nel marzo 2014. La consegna del pattugliatore è stata accompagnata dalla cerimonia dell'alza bandiera, a cui hanno preso parte il Capo del IV Reparto contrammiraglio Franco Persenda, il direttore marittimo della Campania contrammiraglio Antonio Basile, il vice direttore navi Italia (Direzione navi militari) Alessandro Concialini e il direttore del cantiere navale di Castellammare di Stabia Gilberto Tobaldi.
Nell'estate del 2014 la nave Diciotti ha preso parte all'isola del Giglio alle operazioni di rigalleggiamento della nave da crociera Costa Concordia.
Nell'agosto 2018, l'allora Ministro dell'Interno Matteo Salvini bloccò la procedura di sbarco di 177 migranti giunti al porto di Catania a bordo dell'unità navale. Da tale condotta sorse una controversia tra chi sosteneva la tesi istituzionale, per cui l'operato del Ministro rientrava nei suoi poteri in materia di ordine pubblico, e coloro che invece appoggiavano la tesi "soccorrista-umanitarista", che invece considerava l'ordine di non sbarco emesso dal Ministero dell'interno assolutamente illegittimo ed esulante dalle competenze di Legge.
La conseguenza fu la richiesta, da parte del Tribunale dei Ministri di Palermo, su impulso della Procura della Repubblica di Catania, dell'autorizzazione a procedere nei confronti del Ministro Salvini; a seguito di ciò si aprì un accesissimo dibattito anche politico, all'esito del quale però il CdM fece sua la tesi "sovran-legalista" e dichiarò l'atto — il blocco dello sbarco — "atto del Governo". Come tale il Ministro fu legittimato e, di conseguenza, la richiesta di autorizzazione a procedere fu respinta.

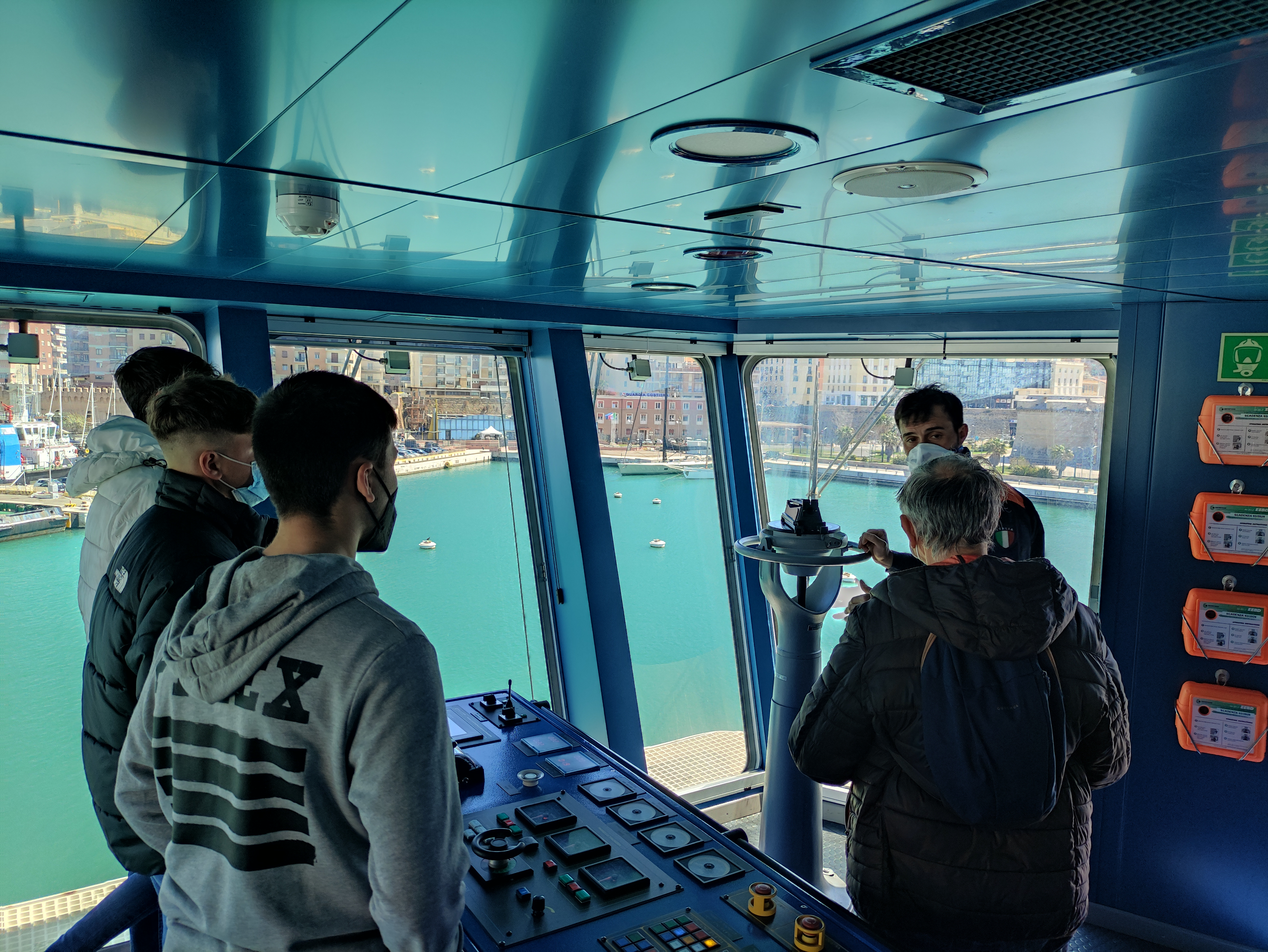
Porto di Civitavecchia visita scolastica alla Diciotti aprile 2022

Identica situazione si è verificata con il c.d. "caso Gregoretti" — dal nome della nave della GC italiana al centro di controversia giudiziaria e politica — che però ha portato alla concessione dell'autorizzazione a procedere nei confronti di Matteo Salvini con la conseguente richiesta di rinvio a giudizio.